# Bébé est myope
Bébé est myope è un cortometraggio muto del 1912 diretto da Louis Feuillade.

## Produzione
Il film fu prodotto dalla Société des Etablissements L. Gaumont

## Distribuzione
Distribuito dalla Société des Etablissements L. Gaumont, uscì nelle sale cinematografiche francesi nel gennaio 1912.
Negli Stati Uniti, uscì il 23 maggio 1912 con il titolo Jimmie Is Nearsighted. Nelle proiezioni, veniva programmato con il sistema dello split reel, accorpato in un'unica bobina con un altro cortometraggio, il comico Tommy Becomes a Toreador.